# La Piedad de Santa Liestra
La ermita de la Piedad de Santa Liestra en Santaliestra y San Quílez, Provincia de Huesca, Aragón, es una iglesia del siglo XII-XIII situada aproximadamente un kilómetro a las afueras de la localidad en dirección Benasque. 

## Localización
Situado a dos kilómetros de Santaliestra en dirección a Benasque en un promontorio sobre el río Ésera llamado Tozal de la Virgen que actúa como defensa natural.

## Historia
La construcción del templo data del siglo XI aunque previamente existía una fortificación hoy desaparecida que aprovechaba la ventaja natural de la posición.

## Descripción
La iglesia está consagrada a la madre de dios, también denominada como Piedad.
Consiste en una nave única de planta rectangular orientada y cerrada al este por el ábside semicircular, como suele ser habitual en la arquitectura románica de la época y de la zona, que además cuenta con una única ventana de doble derrame realizada con piedra toba.
Junto al ábside, la pequeña iglesia románica tiene un campanario abierto con doble espadaña que se levanta en perpendicular y casi independiente entre la unión de la cabecera meridional y la nave de la ermita hecha en piedra a la misma altura que la ermita con dos vanos de arco de medio punto para las campanas y una puerta, también de medio punto.
En la última restauración se ha recuperado la puerta primitiva de acceso al interior de la ermita, de arco de medio punto, que se abre en el muro meridional con dos pequeños escalones, antes de la reforma, la puerta de entrada se hallaba en la fachada de poniente. Ésta fue restaurada en el año 2005, quedando más visible y despejado todo su contorno en una pequeña y limpia explanada. 
Cada 15 de Agosto se realiza una romería a la ermita. 

## Protección
Está protegida como monumento (Bien de Interés Cultural). 